# دیویس منسا
دیویس منسا (انگلیسی: Davis Mensah؛ زادهٔ ۲ اوت ۱۹۹۱) بازیکن فوتبال است.